# Кононово (Красноярский край)
Ко́ноново  — посёлок в Сухобузимском районе Красноярского края России. Административный центр Кононовского сельсовета.

## География
Расположен в 120 км к северу от краевого центра — города Красноярска.

## История
Основано село в 1659 году красноярским казаком Кононом Севостьяновым. В течение 240 лет деревня не росла и состояла не более чем из 20 дворов. В 1900 году прибыли переселенцы из Могилевской губернии и раскорчевали площади под посев.
В 1929 году почти все семьи вступили в колхоз «Герой труда». В 1935—1936 в Кононово в протоке Енисея прошла первая стоянка судов, а затем руководство «Енисей золото» сделало вывод, что наиболее удобным пунктом для стоянки судов является Кононовская протока. Так была основана Кононовская ремонтно-эксплуатационная база флота, прекратившая своё существование в 1998 году.

## Население
| 2010 |
| ---- |
| 937  |

## Экономика
В посёлке зарегистрированы малые предприятия ООО "Судоходная компания «Енисей» и ОАО «Енисей» (торговля, производство хлеба и мучных кондитерских изделий недлительного хранения)

## Транспорт
Связь с краевым центром осуществляется:
- Автодорогой:

 — Краевого значения Р409 «Красноярск-Енисейск» (2 категория, а/б) до села Миндерла (47 км) или до поворота на Сухобузимское, минуя село Миндерла (44 км).
 — Районного значения К07 «Миндерла-Сухобузимское-Атаманово» (3 категория, а/б — 53 км),
 — Районного значения Р02 «Атаманово-Кононово-Кекур» (3 категория, а/б — 13 км, пгс — 4 км). Всего 120 км от Красноярска

## Образование
Кононовская средняя общеобразовательная школа.

## Здравоохранение
Врачебная амбулатория, аптечный пункт.

## Достопримечательности
Сельский туризм. Имеется прогулочный катер, на котором можно совершать прогулки по Енисею и на
правый берег реки. Чудесная природа, ягоды или грибы (по сезону), для желающих — охота и рыбная ловля.